# Sariwon
Sariwon (en coreà: 사리원시) és una ciutat de Corea del Nord, és la capital de la província de Hwanghae del Nord. La població de la ciutat és 317.100 persones. La ciutat disposa d'un hospital pediàtric regional que ofereix els seus serveis a mig milió d'infants i adolescents. Sariwon també compta amb un complex de fertilitzants, una fàbrica de tractors, un institut superior de formació agrícola i les facultats universitàries de geologia, medicina, ensenyament i educació.